# DR E 16 101
Die E 16 101 ist eine von fünf Elektrolokomotiven mit Einzelachsantrieb, die 1924 von der damaligen Deutschen Reichsbahn (DR) bestellt worden waren. Sie wurden 1927/28 ausgeliefert. Im Gegensatz zu diesen Loks waren im Typenplan für elektrische Einheitslokomotiven bisher eher traditionelle Lokomotiven mit Stangenantrieb vorgesehen. Da bei anderen Bahnen aber schon gute Erfahrungen mit modernen Lokomotiven mit Einzelachsantrieb gemacht wurden, wollte die DR mit diesen für den Schnellzugdienst vorgesehenen Loks den Anschluss an diese Entwicklung halten. Während diese Loks unter den Bezeichnungen E 18 01 (Achsfolge (1’Bo)(Bo1’), später E 15 01), E 16 101 (1’Do1’), E 21 01, E 21 02 (2’Do1’) und E 21 51 (2’Do1’) Einzelgänger blieben, entstanden hieraus die Baureihen E 17, E 18 und E 04 in größeren Stückzahlen.
Alle Lokomotiven verfügten über vier einzeln angetriebene Achsen in unterschiedlichen Fahrwerkskonstruktionen und eine Höchstgeschwindigkeit von 110 km/h.

## Technik
Die zweite Versuchslok von Borsig und SSW sollte als Einrahmenlokomotive der Achsfolge 1’Do1’ entstehen. Unterschiede im geforderten Leistungskatalog gab es nicht. Die Maschine wurde 1928 als E 16 101 in Dienst gestellt. Zur Unterscheidung von der E 16.1 verwendete man für sie die Baureihenbezeichnung E 16.5.
Die vier Treibachsen waren starr, aber seitenverschiebbar im Hauptrahmen gelagert. Mit 6.100 Millimetern war der feste Achsstand relativ groß. Die Laufachsen waren als Bisselachsen ausgeführt. Der Lokomotivkasten entsprach dem der E 15 01. Zusammen mit den fest angebauten Vorbauten ruhte er auf dem Hauptrahmen. Die Laufruhe des Fahrzeugs war durch den starren Aufbau in der Geraden wesentlich besser als die der Drehgestelllok. Durch den großen festen Achsstand und die ungenügende Führung durch die Laufachsen lief sie aber bei schneller Fahrt im Gleisbogen unruhig.

## Einsatz

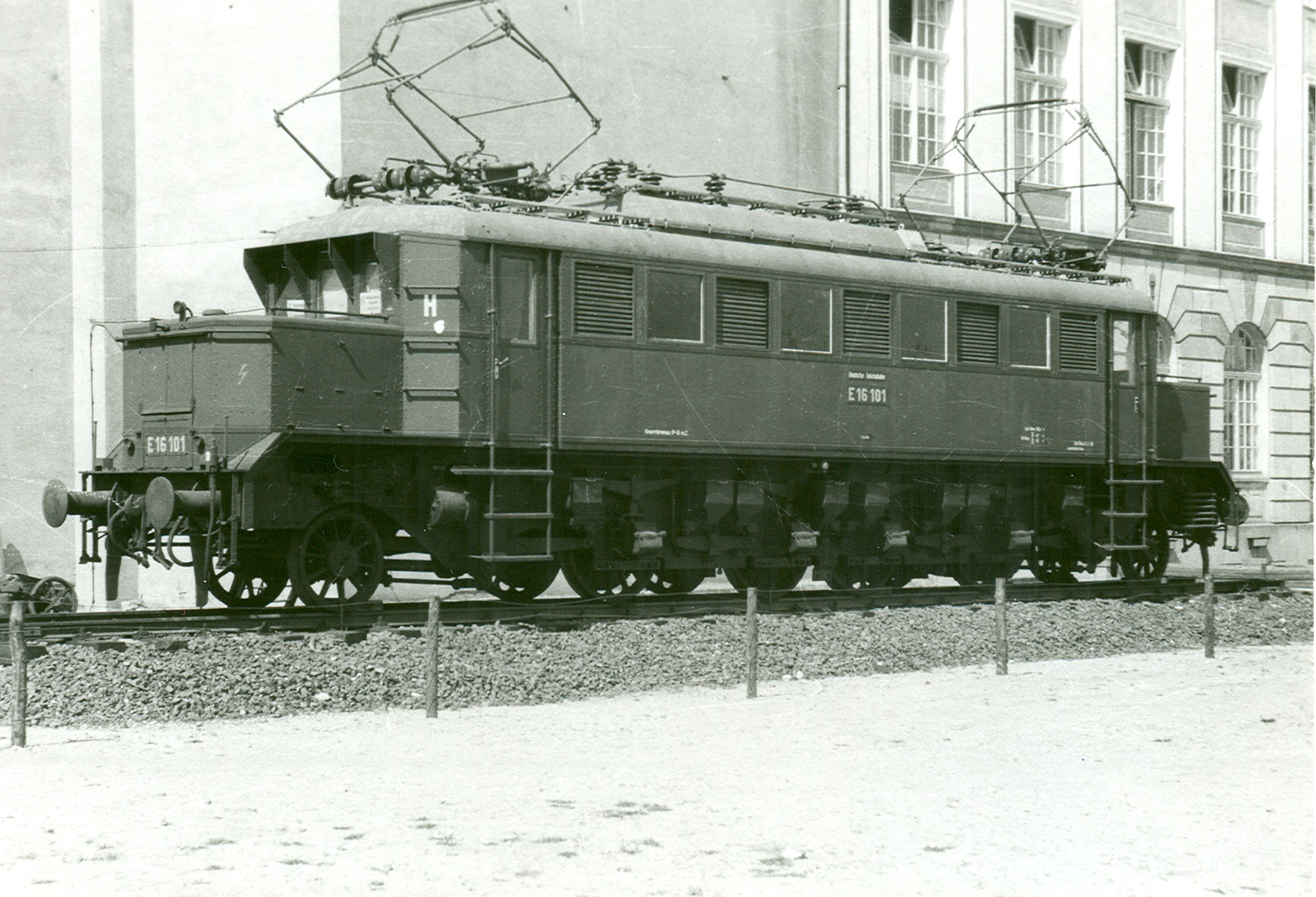
E 16 101 (1959) als Ausstellungsobjekt vor dem Seminargebäude der Hochschule für Verkehrswesen am nachmaligen Friedrich-List-Platz, Dresden

Auch diese Lok wurde ab 1929 zunächst vom Bw Leipzig West eingesetzt, jedoch mit deutlich schlechteren Erfahrungen als bei der E 18 01. Insbesondere konnten die Laufprobleme auch durch eine Nachbesserung durch Borsig nicht entscheidend gelöst werden. Eine weitere Parallele ist der Umzug nach Breslau, wo sich die Nachteile erwartungsgemäß noch deutlicher herausstellten. Dennoch erhöhte die Reichsbahn 1934 die zulässige Höchstgeschwindigkeit auf 120 km/h, um entsprechend schnelle Reisezüge ziehen zu können. Durch die späte Fertigstellung konnte sie zwar den eigentlichen Bestellauftrag nicht mehr beeinflussen, die Erfahrungen wurden aber für die Versuchslokomotiven E 05 genutzt. Auch sie kehrte 1934 nach Leipzig zurück, wo sie bis Kriegsende verblieb, zuletzt nicht mehr einsatzbereit. Die Lok gelangte 1946 mit dem Reparationsgut in die Sowjetunion, kehrte 1952/53 zurück und befand sich bis 1957 im Schadpark. Danach wurde sie bis 1958 hergerichtet, um ab September als Anschauungsobjekt auf dem Gelände der Hochschule für Verkehrswesen in Dresden ausgestellt zu werden. Zu diesem Zeitpunkt wurde sie auch aus dem Bestand der DR gestrichen. Im Herbst 1971 wurde sie jedoch an Ort und Stelle zerlegt, nachdem der Lehrstuhl „Elektrische Bahnen“ geschlossen worden war.